# Malacký průliv
Malacký průliv (malajsky a indonésky Selat Melaka, anglicky Straits of Malacca) je poměrně úzký, 805 km dlouhý průliv mezi Malajským poloostrovem a indonéským ostrovem Sumatra. Je pojmenován podle města Malakka.
Průliv je jednou z nejdůležitějších dopravních tepen na světě; v roce 2018 dosahoval hodnoty 84 tisíc plavidel ročně, přičemž na rok 2020 bylo počítáno s dosažením maximální odhadované kapacity 122 000 lodí ročně. Přes Malacký průliv propluje ročně asi čtvrtina veškerého přepravovaného zboží a čtvrtina objemu ropy. Průliv je hluboký asi 25 metrů; lodě, které mají větší ponor (většinou obří tankery) musí plout skrz Lombocký průliv.
V roce 2007 se znovu začalo uvažovat o vybudování Thajského kanálu přes šíji Kra kvůli zvětšujícímu se problému pirátství v Malackém průlivu.